# 米耶克·維查亞
米耶克·維查亞（1940年3月17日—2022年5月3日），印尼女演員，曾三度獲得芝特拉獎（Piala Citra）。

## 生平
維查亞在1940年3月17日出生於荷屬東印度萬隆，高中畢業後就讀耶加達國家戲劇學院。在此期間，她同時活躍於歌壇及影壇，並在1955年參演其首部電影《失敗》（Gagal）。
1956年，維查亞因主演印尼民族電影公司（Perfini）出品，烏斯瑪爾·伊斯邁耳（Usmar Ismail）執導的《閃亮三姊妹》（Tiga Dara）而知名。維查亞在該電影中飾演因母親逝世而被祖母養大的三姊妹之一娜娜（Nana），而《明星小報》（Tabloid Bintang）的阿德·伊爾萬沙（Ade Irwansyah）亦在2006年位列該電影於印尼史上最佳電影的第十一名。維查亞在其後五年參演了十三部電影，單單在1961年就接拍了五部。在1960年代，除了參演電影之外，她亦是林傳福之舞台劇團大眾劇團（Teater Populer）的成員。
在1970年代至1980年代，維查亞參演了眾多電影，包括宗教片《九教士》（Sembilan Wali）、喜劇片《愛哭的牛仔賓·斯拉默特》（Bing Slamet Koboi Cengeng）、劇情片《婚床》（Ranjang Pengantin），以及愛情片《風暴一定會過去》（Badai Pasti Berlalu）和《卡爾米拉醫生》（Dr. Karmila)。她在1987年參演了三部電影後暫休。
事隔四年之後，維查亞在1991年復出，並參演了兩部電影，分別為《當我說愛》（Saat Kukatakan Cinta）和《之字形（街頭男孩）》（Zig Zag (Anak Jalanan)）。由於1990年初印尼電影業的急速衰退，維查亞及後一段很長的時間沒有參演電影，改為專注參與電視劇的拍攝工作。2008年，她在影壇復出，參演由哈農·布拉曼蒂約（Hanung Bramantyo）執導的《三愛太難》（Ayat-Ayat Cinta）。
維查亞曾在1967年和1981年分別憑《白面紗的女孩》（Gadis Kerudung Putih）和《四季花》（Kembang Semusim）獲得芝特拉獎最佳女主角獎項。她亦曾在1975年憑《婚床》一片獲得芝特拉獎最佳女配角獎項。1996年，她獲印尼國家電影委員會頒發蘇爾佐蘇曼托獎，以示對其漫長從影生涯的肯定。2011年，她和德迪·米茲瓦爾（Deddy Mizwar）一同獲得萬隆電影節終身成就獎。
維查亞與同為演員的迪基·祖爾卡南（Dicky Zulkarnaen）結婚，直至1995年祖爾卡南因中風逝世為止。他們的女兒妮婭·祖爾卡南（Nia Zulkarnaen）曾在1991年憑《菊花之歌》（Lagu Untuk Seruni）獲得芝特拉獎最佳女主角獎項的提名。
維查亞於2022年5月3日在南耶加達家中逝世，享年82歲。

## 作品
在其五十年的從影生涯裡，維查亞曾參演超過70部電影。
| - 《失敗》（1955年） - 《世界風采》（Tjorak Dunia，1955年） - 《選擇我》（Pilihlah Aku，1956年） - 《閃亮三姊妹》（1956年） - 《在遙遠的眼睛附近》（Dekat Dimata Djauh Dihati，1956年） - 《黛薇》（Dewi，1957年） - 《八條向風之路》（Delapan Pendjuru Angin，1957年） - 《爭端》（Sengketa，1957年） - 《人力車司機賓·斯拉默特》（Bing Slamet Tukang Betja，1959年） - 《惡作劇》（Iseng，1959年） - 《轉眼間》（Sekedjap Mata，1959年） - 《過馬路的女孩》（Gadis Diseberang Djalan，1960年） - 《皮索·蘇里特》（Piso Surit，1960年） - 《危險之秒》（Detik-detik Berbahaja，1961年） - 《加里曼丹行動》（Aksi Kalimantan，1961年） - 《還有明天》（Masih Ada Hari Esok，1961年） - 《米拉》（Mira，1961年） - 《南萬隆英雄托哈》（Toha, Pahlawan Bandung Selatan，1961年） - 《革命兒女》（Anak-anak Revolusi，1964年） - 《最後的遠征》（Ekspedisi Terakhir，1964年） - 《希望之夢山》（Impian Bukit Harapan，1964年） - 《在十字路口走》（Langkah-langkah Dipersimpangan，1965年） - 《藝術家的假期》（Liburan Seniman，1965年） - 《吉塔·塔魯納》（Gita Taruna，1966年） - 《棕櫚油的邊緣》（Disela-sela Kelapa Sawit，1967年） - 《白面紗的女孩》（1967年） - 《大村莊》（Big Village，1969年） - 《阿南達》（Ananda，1970年） - 《墳墓中的分娩》（Beranak dalam Kubur，1971年） - 《世界尚未結束》（Dunia Belum Kiamat，1971年） - 《糟糕的夜晚》（Malam Jahanam，1971年） - 《間諜與記者》（Spy and Journalist，1971年） - 《愛在山上的盡頭》（Akhir Cinta di Atas Bukit，1972年） - 《惡性循環》（Lingkaran Setan，1972年） - 《羅穆莎》（Romusha，1972年） - 《山腳下的村莊》（Desa di Kaki Bukit，1972年） - 《誰的罪》（Dosa Siapa，1972年） - 《耀眼》（Flamboyant，1972年） - 《媽媽你在哪》（Dimana Kau Ibu，1973年） | - 《領養兒伊塔》（﹐1973年） - 《數字》（Tokoh，1973年） - 《愛哭的牛仔賓·斯拉默特》（1974年） - 《為了愛》（Demi Cinta，1974年） - 《榮譽》（Kehormatan，1974年） - 《愛我》（Sayangilah Daku，1974年） - 《博尼與南希》（Boni dan Nancy，1974年） - 《婚床》（1974年） - 《私奔》（Kawin Lari，1974年） - 《一季婚姻》（Perkawinan dalam Semusim，1976年） - 《風暴一定會過去》（1977年） - 《愛的毯子》（Selimut Cinta，1977年） - 《戴安娜》（Diana，1977年） - 《街童阿里·托潘》（Ali Topan Anak Jalanan，1977年） - 《貪婪的慾望》（Napsu Serakah，1977年） - 《酒店經理》（Manager Hotel，1977年） - 《洲際網絡》（Jaringan Antar Benua，1978年） - 《白島黃昏》（Senja di Pulo Putih，1978年） - 《四季花》（1980年） - 《狼》（Srigala，1981年） - 《當愛必須選擇時》（Ketika Cinta Harus Memilih，1981年） - 《穿白色長裙的妮拉》（Nila di Gaun Putih，1981年） - 《黯淡耶加達》（Remang-remang Jakarta，1981年） - 《卡爾米拉醫生》（1981年） - 《我們有多和平》（Betapa Damai Hati Kami，1981年） - 《業力定律》（Hukum Karma，1982年） - 《奉獻》（Pengabdian，1984年） - 《承包人》（Kontraktor，1984年） - 《九教士》（1985年） - 《黑白女孩》（Gadis Hitam Putih，1985年） - 《日蝕》（Gerhana，1985年） - 《給我時間》（Beri Aku Waktu，1986年） - 《早婚》（Pernikahan Dini，1987年） - 《布羅托夫人的客棧》（Penginapan Bu Broto，1987年） - 《傷口上的傷口》（Luka di Atas Luka，1987年） - 《當我說愛》（1991年） - 《之字形（街頭男孩）》（1991年） - 《三愛太難》（2008年） |

## 腳註
1. 1 2 3 4 5 6 7  Filmindonesia.or.id, Mieke Wijaya.
2. ↑  Filmindonesia.or.id, Tiga Dara.
3. ↑  Irwansyah 2010, 25 film.
4. 1 2 3 4  Filmindonesia.or.id, Filmografi Mieke Wijaya.
5. ↑  Filmindonesia.or.id, Penghargaan Mieke Wijaya.
6. ↑  Kompas 2011, Jangan.
7. ↑  The Jakarta Post 1999, Smoke.
8. ↑  Filmindonesia.or.id, Nia Zulkarnaen.
9. ↑  . Detik.com. 2022-05-03  [2022-05-04]. （原始内容存档于2022-09-28） （印度尼西亚语）.

## 外部連結
- 米耶克·維查亞在互联网电影资料库（IMDb）上的資料（英文）